# Charadrella macrosoma
Charadrella macrosoma är en tvåvingeart som beskrevs av Wulp 1896. Charadrella macrosoma ingår i släktet Charadrella och familjen husflugor. Inga underarter finns listade i Catalogue of Life.